# Karel Svoboda
Karel Svoboda (sinh ngày 19 tháng 12 năm 1938, mất ngày 28 tháng 1 năm 2007) là một nhà soạn nhạc nổi tiếng người Séc.

## Tiểu sử và sự nghiệp
Vào thập kỷ 50 - 60 thế kỷ XX, Karel Svoboda là thành viên của ban nhạc rock Mefi Sto. Và cũng trong thời điểm này, ông bắt đầu sáng tác nhạc.
Đặc biệt, Karel Svoboda còn sáng tác nhạc cho rất nhiều bộ phim đi vào lịch sử điện ảnh Tiệp Khắc, như: Ba hạt dẻ dành cho nàng Lọ Lem (1974), Muối quý hơn vàng (1982)... Hay ông còn là tác giả của nhiều bản nhạc phim dành cho trẻ em, gắn liền với tuổi thơ của nhiều người như: Chú ong Mája (1975), Pinocchio (1976), Gánh xiếc Humberto (1988)... Và rất nhiều nhạc phẩm nổi tiếng khác.

## Ca khúc nổi tiếng

### Nhạc kịch
- Dracula, 1995 (Zdeněk Borovec)
- Monte Cristo, 2000 (Zdeněk Borovec)
- Golem, 2006

### Nhạc phim
- Každý mladý muž, 1965
- Smrt si vybírá, 1972
- Một đêm trong lâu đài Karlštejn[1], 1973
- Ba hạt dẻ dành cho nàng Lọ Lem, 1974
- Chú ong Mája, 1975
- Noc klavíristy, 1976
- Pinocchio, 1976
- Làm thế nào để đánh thức nàng công chúa, 1977
- Což takhle dát si špenát, 1977
- Sáng mai tôi sẽ thức dậy và lấy trà nóng dội lên người, 1977
- Smrt stopařek, 1979
- Nils Holgersson, 1980
- Những chàng cao bồi hát, 1981
- Muối quý hơn vàng, 1982
- Návštěvníci, 1983
- Tao Tao, 1988
- Čestmír - Cậu bé biết bay, 1984
- Big Man/Jack Clementi, 1987/1988
- Gánh xiếc Humberto, 1988
- Druhý dech, 1988
- Cuộc phiêu lưu của những tên tội phạm, 1989
- Kačenka a zase ta strašidla, 1992
- Flash, 1993
- Und keiner weint mir nach, 1996
- Z pekla štěstí, 1999
- Milenci a vrazi, 2004
- Rodinná pouta, 2006